# In da Club
«In da Club» — перший сингл американського репера 50 Cent з його дебютного студійного альбому Get Rich or Die Tryin'. Окремок посів 1-шу сходинку Billboard Hot 100, ставши першим синглом № 1 у США в кар'єрі виконавця. Пісню номінували на Ґреммі 2004 в категоріях «Найкраще чоловіче реп-виконання» та «Найкраща реп-пісня». У 2003 відеокліп «In da Club» виграв 2 премії MTV Video Music Awards за «Найкраще реп-відео» й «Найкращий новий артист». 
У 2009 сингл потрапив на 24-ту позицію списку пісень Billboard Hot 100 десятиліття. Rolling Stone присвоїв треку 13-те місце рейтингу найкращих пісень за десятиліття. У 2010 «In da Club» посів 448-му сходинку списку 500 найкращих пісень усіх часів за версією того ж журналу. Композиція потрапила на 18-те місце «100 найкращих хіп-хоп пісень» телеканалу VH1 (2008) й 10-ту позицію «The 500 Greatest Songs Since You Were Born» часопису Blender.

## Передісторія
Після того, як у 2002 Eminem прослухав компіляцію Guess Who's Back?, репер вилетів до Лос-Анджелеса, де його відрекомендували Доктору Дре. «In da Club» став першою із 7 пісень, записаних з Дре за 5 днів. 50 Cent так описав студійні сесії: 
Дре показав кілька крутих бітів... [Він сказав]: «Це хіти, Фіфті. Обери щось з них і запиши кілька синглів чи щось особливе». Як тільки він почув «In da Club», він сказав: «Йоу, я не думав, що ти обереш це, але знаєш, у тебе вийшло». Він, імовірно, хотів піти в іншому напрямку з цією піснею. Після цього він зробив із запису повноцінний хіт.
Біт спочатку призначався гурту D12. Оскільки велика частина матеріалу на Get Rich or Die Tryin' була «похмурою», репер хотів записати щось «прямо протилежне». Він назвав трек «святкуванням життя». «Щодня він є актуальним, бо кожного дня у когось уродини».

## Відеокліп
10-11 грудня 2002 відбулися зйомки кліпу (режисер: Філліп Етвелл). Майже весь матеріал використано у відео, за винятком сцени, де 50 Cent читає реп у скляному ящику. Дія відбувається у вигаданому «Центрі розвитку артистів Shady/Aftermath», котрий також показано в кліпі «Get Up». На початку відео чорний Hummer приїжджає до вищезазначеної будівлі. На вході по двом плоским моніторам іде кліп Емінема «Without Me». Eminem і Dr. Dre оглядають лабораторію та інші частини центру з балкону з вікнами. 50 Cent звисає догори дриґом з даху спортзалу. Виконавця також можна побачити в тирі. На думку Етвелла, ця сцена — доцільна, оскільки у минулому Фіфті отримав 9 кульових поранень.
Наприкінці відео Емінем та Дре, одягнені в білі халати, закінчують спостерігати (останнє приміщення: клуб) і робити нотатки й покидають будівлю. 27 січня 2003 кліп дебютував на MTV у Total Request Live на 9-ій позиції, залишався в чарті 50 днів. Він також посів 1-шу сходинку відеочарту MuchMusic. У 2003 відеокліп «In da Club» виграв 2 премії MTV Video Music Awards за «Найкраще реп-відео» й «Найкращий новий артист» і програв у номінаціях «Відео року», «Найкраще чоловіче відео» та «Вибір глядачів». Камео: Dr. Dre, Eminem, D12, Ллойд Бенкс, Тоні Єйо, The Game, Bang'em Smurf, Young Buck, Xzibit і DJ Whoo Kid.

## Судовий позов
У січні 2006 колишній менеджер 2 Live Crew Джозеф Вейнбергер, який володіє правами на каталог реп-гурту, подав до суду на 50 Cent за порушення авторських прав. Він заявив, що 50 Cent сплагіатив рядок «it's your birthday» з однойменного другого треку з альбому Freak for Life 6996 (1994) колишнього фронтмена 2 Live Crew, Лютера Кемпбелла.
Окружний суддя США Пол Гук відхилив позов, постановивши, що фраза є «загальновживаним, неоригінальним елементом пісні, незахищеним авторським правом».

## Ремікси
На інструментал пісні співали й читали реп: Бейонсе, Мері Джей Блайдж, Diddy, Lil Wayne та ін.

### Sexy Lil Thug
«Sexy Lil Thug» — ремікс Бейонсе, виданий на мікстейпі Speak My Mind. У композиції співачка згадує взуття Джиммі Чу, Мерілін Монро, Марка Джейкобса, Bailey Banks & Biddle.

### Чартові позиції
| Чарт (2003)                        | Найвища позиція |
| ---------------------------------- | --------------- |
| US Billboard Hot R&B/Hip-Hop Songs | 6               |

## Список пісень
- Британський CD-сингл

1. «In da Club» (Single Version) (Clean) — 3:46
2. «In da Club» (Single Version) (Explicit) — 3:45
3. «Wanksta» — 3:41

- Німецький CD-сингл[20]

1. «In da Club» (Single Version) (Explicit) — 3:48
2. «Wanksta» — 3:41

- Німецький та австралійський CD-сингл

1. «In da Club» (Single Version) (Explicit) — 3:48
2. «Wanksta» — 3:41
3. «In da Club» (Instrumental) — 6:18
4. «In da Club» (Music Video) — 3:53
5. «Wanksta» (Music Video) — 3:43

## Учасники
- Продюсер, зведення: Dr. Dre
- Співпродюсер, клавішні, гітара, бас-гітара: Майк Елізондо
- Звукорежисери: Мауріцио «Veto» Ірреґоррі, Sha Money XL
- Помічники звукорежисера: Джеймс «Flea» Маккроун, Френсіс Форд, Рубен Рівера

## Чартові позиції
«In da Club» займав 1-ше місце у Billboard Hot 100 8 тижнів і протримався в чарті 100 тижнів. Окремок також посів перші позиції у Top 40 Tracks, Hot R&B/Hip-Hop Songs і Hot Rap Tracks. У березні 2003 за тиждень він встановив новий рекорд у Billboard, ставши найпрослуховуванішою піснею на радіо.

### Тижневі чарти
| Чарт (2003)                               | Найвища позиція |
| ----------------------------------------- | --------------- |
| Австралія (ARIA)                          | 1               |
| Австрія (Ö3 Austria Top 75)               | 3               |
| Валлонія (Ultratop 50 Валлонія)           | 4               |
| Велика Британія (Official Charts Company) | 3               |
| Греція (IFPI Греція)                      | 3               |
| Данія (Tracklisten)                       | 1               |
| Ірландія (IRMA)                           | 1               |
| Італія (FIMI)                             | 9               |
| Канада (Canadian Singles Chart)           | 1               |
| Нідерланди (Nederlandse Top 40)           | 2               |
| Німеччина (Media Control AG)              | 1               |
| Нова Зеландія (RIANZ)                     | 1               |
| Норвегія (VG-lista)                       | 3               |
| США (Billboard Hot 100)                   | 1               |
| США (Hot R&B/Hip-Hop Songs) (Billboard)   | 1               |
| США (Mainstream Top 40) (Billboard)       | 1               |
| США (Rap Songs) (Billboard)               | 1               |
| Угорщина (Dance Top 40)                   | 16              |
| Фінляндія (Suomen virallinen lista)       | 8               |
| Фландрія (Ultratop 50 Фландрія)           | 2               |
| Франція (SNEP)                            | 16              |
| Швейцарія (Media Control AG)              | 1               |
| Швеція (Sverigetopplistan)                | 4               |

### Річні чарти
| Чарт (2003)                                   | Позиція |
| --------------------------------------------- | ------- |
| Австралія (ARIA)                              | 5       |
| Австрія (Ö3 Austria Top 75)                   | 37      |
| Валлонія (Ultratop 40 Wallonia)               | 13      |
| Велика Британія (The Official Charts Company) | 13      |
| Ірландія (IRMA)                               | 3       |
| Нідерланди (Nederlandse Top 40)               | 8       |
| Німеччина (Media Control Charts)              | 10      |
| Нова Зеландія (RIANZ)                         | 4       |
| США                                           | 1       |
| US Rap Songs (Billboard)                      | 1       |
| US R&B/Hip-Hop Songs (Billboard)              | 1       |
| Фландрія (Ultratop 50 Flanders)               | 9       |
| Франція (SNEP)                                | 57      |
| Швейцарія (Schweizer Hitparade)               | 8       |
| Швеція (Sverigetopplistan)                    | 10      |

### Чарти десятиліття
| Чарт (2000–2009)                     | Позиція |
| ------------------------------------ | ------- |
| Австралія (ARIA)                     | 55      |
| США                                  | 24      |
| US Hot R&B/Hip-Hop Songs (Billboard) | 30      |
| US Rap Songs (Billboard)             | 9       |

## Сертифікації
| Країна          | Сертифікація  |          |
| --------------- | ------------- | -------- |
| Австралія       | 2× Платиновий | 140 тис. |
| Бельгія         | Золотий       | 25 тис.  |
| Велика Британія | Срібний       | 200 тис. |
| Німеччина       | Золотий       | 250 тис. |
| Нова Зеландія   | Платиновий    | 15 тис.  |
| Швейцарія       | Золотий       | 20 тис.  |
| Швеція          | Золотий       | 15 тис.  |
| США             | Золотий       | 500 тис. |